# Huachinera
Huachinera là một đô thị thuộc bang Sonora, México. Năm 2005, dân số của đô thị này là 1223 người.